# Emile Vergeylen
Emile Eugène Marie Vergeylen (Lokeren, 26 oktober 1888 - Gent, 2 maart 1974) was een Belgisch politicus voor de BWP en diens opvolger BSP.

## Levensloop
Zijn schoolse opleiding beperkte zich tot de lagere gemeenteschool. Nadien schoolde hij zich bij, onder meer door zondagsles (natuur- en wiskunde) te volgen aan de nijverheidsschool van Gent. Vergeylen, huis- en rijtuigschilder van beroep, sloot zich vanaf 1910 aan bij de socialistische beweging. 
Tijdens de Eerste Wereldoorlog schreef hij twee eenakters (De Nieuwe Weg en Paria's). Paria's won in 1917 de eerste prijs in een prijskamp uitgeschreven door de Vlaamse Bond van Socialistische Jonge Wachters. Edward Anseele zat de jury voor deze wedstrijd voor. Na de oorlog werd Vergeylen secretaris van de Voedingscentrale (1919-22) en (1922-54) van de arrondissementsfederatie Gent (1922-1954) van de BWP. 
In 1921 werd hij verkozen tot gemeenteraadslid van Sint-Amandsberg en bleef dit tot in 1963. Toen verhuisde hij naar Gent. Daarnaast was hij provincieraadslid van Oost-Vlaanderen (1925-36). In 1936 werd hij verkozen tot socialistisch senator voor het arrondissement Gent en vervulde dit mandaat tot in 1958. Tijdens de Tweede Wereldoorlog werd hij als gijzelaar door de bezetter aangehouden en gedurende vijf maanden opgesloten in de gevangenis De Nieuwe Wandeling. Toen hij vrij kwam sloot hij zich aan bij het Verzet. Hij schreef illegale manifesten en verdeelde sluikbladen.
Hij was na de bevrijding voorzitter van tal van organisaties waaronder van de Anseelestichting, harmonie Vooruit (1946), de beheerraad van SM Vooruit en de krant Vooruit (1946).